# Dreaded Chaotic Reign
Dreaded Chaotic Reign är det norska black metal-bandet Carpe Tenebrums tredje studioalbum, utgivet 2002 av skivbolaget Hammerheart Records.

## Låtlista
1. "Abiding Our Time" – 6:56
2. "To See Your Name" – 4:38
3. "The Telling" – 5:43
4. "Aetherial Benefaction" – 2:16
5. "What of This Place" – 6:33
6. "Hope Is Near" – 4:12
7. "Sense of Face" – 5:03
8. "Conscious Hide!" – 5:42
9. "Nothingness" – 5:04

Text och musik: Astennu

## Medverkande
Musiker (Carpe Tenebrum-medlemmar)
- Astennu (Jamie Stinson) – sång, gitarr, basgitarr, keyboard, trummaskin

Produktion
- Astennu – Musikproducent, ljudtekniker, ljudmix
- Marco Jeurissen – omslagsdesign
- Niklas Sundin – omslagskonst